# Pierre-Antoine de Castagnéry
Pierre-Antoine de Castagnéry, markiz de Châteauneuf (ur. 1647, zm. 1728) – francuski dyplomata.
W roku 1703 został wysłany jako ambasador nadzwyczajny (extraordinaris ambassadeur) do Lizbony, gdzie pełnił funkcję ambasadora do 1704. Nie udało mu się powstrzymać Portugalii od sojuszu z Anglią - minister Diogo de Mendonça Corte Real i wysłannik angielski podpisali w grudniu 1703 roku tzw. traktat Methuena. Wielki Pensjonariusz Holandii Anthonie Heinsius wielokrotnie wspominał o nim w swej korespondencji i śledził jego poczynania.
Niepowodzenie nie przerwało kariery dyplomatycznej markiza. W latach 1713–1718 był ambasadorem w Hadze. Do Hagi wyruszył we wrześniu 1713 roku. W podróży towarzyszył mu jego sekretarz - Voltaire.